# Thottea piscodora
Thottea piscodora är en piprankeväxtart som beskrevs av T.L.Yao. Thottea piscodora ingår i släktet Thottea och familjen piprankeväxter. Inga underarter finns listade i Catalogue of Life.